# Gérard Beaulieu
Pour les articles homonymes, voir Beaulieu.
Vous êtes invité à donner votre avis sur cette page de discussion, de manière argumentée en vous aidant notamment des critères d’admissibilité ou en présentant des sources extérieures et sérieuses.  
Après avoir apposé le modèle {{Admissibilité}} sur une page, suivez les étapes expliquées sur Wikipédia:Débat d'admissibilité/Aide :
| 1. | Créez la page de débat d'admissibilité.                                                                      | Sauvegardez d’abord la page pour l’initialiser puis indiquez votre motivation.         |
| 2. | Important : ajoutez une entrée dans la section Débat d'admissibilité du jour.                                | Utilisez ce texte : *{{L\|Gérard Beaulieu}}                                            |
| 3. | Pensez à informer les contributeurs principaux de la page et les projets associés lorsque cela est possible. | Utilisez ce texte : {{subst:Avertissement débat d'admissibilité\|Gérard Beaulieu}}~~~~ |

 (août 2025).
Gérard Beaulieu, né le 18 juillet 1944 à Reims (France, Marne), est un peintre, lithographe, sculpteur, designer français. 
Son style de peinture s'inspire de l'abstraction géométrique et de l'art optique, du post modernisme puis il s'oriente vers un figuratif personnel.
Il est également connu sous le pseudonyme Eugène Valentin Latour pour des peintures de scènes de vie urbaine, dans la continuité de Maurice Utrillo.

## Biographie
Gérard Beaulieu fait des études secondaires et supérieures scientifiques à Reims, au Lycée Franklin-Roosevelt et au Conservatoire National des Arts et Métiers, avant de se tourner vers le design industriel, il est diplômé de l'ENSAA. Il exercera comme designer avant de créer son académie de peinture puis de se consacrer totalement à cet art.
Passionné de peinture dés l'âge de 12 ans, il est soutenu au lycée par ses professeurs d'art. Il se perfectionne auprès de plusieurs artistes professionnels et apprend la lithographie dans les ateliers parisiens Image et Desjobert.
En 1974 Il rencontre la galeriste Winnie du Moriez , compagne du peintre Othon Friesz,  qui l’introduit dans le milieu de l’art parisien. 
En 1977 il rencontre un éditeur  d’art à qui il propose de développer un style dérivé de Maurice Utrillo. Les toiles et lithographies qui en résultent sont signées de son pseudonyme Eugène Valentin Latour. 
Pendant 25 ans il partagera son temps entre ce travail et ses recherches esthétiques, concrétisées par des séries de 100 à 200 toiles signées de son vrai nom.
Depuis une trentaine d'années, il travaille une peinture figurative très personnelle inspirée des grands thèmes de l'histoire de l'art et parfois influencée par les mouvements contemporains post-modernes et street-art.

## Prix et distinctions
- Label français d’esthétique industrielle  décerné par l'Institut français d’esthétique industrielle 1974 et patronné par le ministère de l'industrie
- Prix promotion des arts - Nancy 1986

## Éditions

### Lithographies
Plus d'une centaine de lithographies tirées à 300 exemplaires sous les noms Gérard Beaulieu et Eugène Valentin Latour avec les éditeurs : Éditions Saint Louis (Paris), Éditions d’art de Lutèce (Paris), Agostini (Paris), Images (Paris), Lithoprint (Paris), Art de France (Paris), Amiel Book (États-Unis).

### Livres d'art
- "I love Paris" . Éditions d'art de Lutèce 1980
- "Rimbaud le bateau ivre[1]" - 2 illustrations - Giovanni Dotoli - Éditions l'Harmattan 2021
- "Baudelaire , le voyage[2]" - 2 illustrations - Giovanni Dotoli - Éditions l'Harmattan 2022
- "Appolinaire - Le pont Mirabeau[3]" 2 illustrations - Giovanni Dotoli - Éditions l'Harmattan 2023
- Villon, illustrations pour Balade pour prier notre dame - Giovanni Dotoli - Éditions L'Harmattan 2023
- Ronsard, illustrations pour Mignonne allons voir si la rose - Giovanni Dotoli - Éditions L'Harmattan 2024

### Couverture de CD
- Les 7 péchés capitaux de Grio Negga[4] -  2021

### Illustrations
Très nombreux tableaux utilisés sous forme d'illustrations dans des revues : Art Poetica, Agora, Levure littéraire ...

### Sculptures
Une trentaine de modèles tirés entre 8 et 80 exemplaires, en bronze, par les Éditions d'art de France entre 1980 et 1986.
Sculptures petits formats fondues en cire perdue : "Cours de l'IUTL d'art contemporain"

### Reportage / Films
Quatre films  sont consacrés à son travail par l’éducation nationale et le lycée Saint Jean Baptiste de la Salle (Reims) entre 1996 et 1998.
- Gérard Beaulieu - Justification d'une démarche[7]
- Gérard Beaulieu - Technique de la cire perdue[8]
- Gérard Beaulieu - Eve : étude d'une sculpture[9]
- Gérard Beaulieu - Annonciation : étude d'un tableau[10]

## Critiques et comptes rendus d'exposition dans les médias

### Presse écrite
- L'union entre 1974 et 2015, entre autres 20 janvier 2015[11], 23 janvier 2013[12]
- L'officiel de l’ameublement 1974
- L'est républicain 1987
- L'est éclair 1991
- La dépêche du midi
- La Provence 2014[13]
- Signature
- Jardins des arts
- Levure littéraire[14]
- Le généraliste
- L'étrave revue de Poète sans frontière
- Rencontre artistique et littéraire
- Agora
- Reliance Culturelle n°13[15]
- Ut Poesis pictura[16]
- "Souffle inédit" (ISSN2739-879X) Reportage 21
- etc...

### Télévision
- Interview FR3 et FR3 Champagne Ardennes 1974 -1978 -1991-1998[17]

### Radio
- Interview Radio France région 1974 - 1978 1991- 1998 - 2015

## Expositions personnelles
Environ 150 expositions personnelles et collectives.

### Principales galeries d'art
- Galerie Sénéchal (Reims) 1967
- La Melusine (Reims) 1974
- Galerie Forum (Paris) 1974
- Galerie du Capricorne Winnie Du Moriez (Reims) 1976
- Art Matignon (Paris) 1978
- L'Obsidienne (Paris) 1979
- Art Cadre Perahia (Paris) de 1985 à 2008
- Barbizon Plazza (New York) 1981
- Akhenathon (Troyes) 1990 -1993
- L'Ermitage (Le Touquet) 1991
- Espace Mompezat (Paris) 2012
- Fine Art Oslo 22
- etc...

### Lieux de prestige
- Centre culturel national Saint Exupery (Reims) 1998
- Cathédrale de Troyes 2002
- Église Saint André (Reims) 2003
- Ville de Gueux 2017
- Maison du département de la Marne (Reims) 2019

## Expositions collectives

### Musées
- Musée Rimbaud (Charleville-Méziéres)
- Musée des beaux arts (Sainte Menehould)
- Musée des beaux arts (Troyes)
- Musée municipal (Saint Dizier)

### Expositions collectives et salons
- Centre de Création Industrielle (CCI) Pavillon de Marsan - Concours Prisunic Shell (Paris) 1970
- Visages de l'art plastique contemporain (Reims) 1974
- SICOB (salon des industries et du commerce de bureau) 1974
- Maison de la culture André Malraux 1975
- Foire internationale de Milan 1977
- Wash Art (Washington) 1979
- At home with France (Chicago) 1980
- 1er MIGAME - Marché International des galeries d'art moderne et éditions (Paris) 1980
- Art Expo (Los Angeles) 1987
- ADAC (Paris) 1989
- Art Expo (New York) 1989
- Tokyo International Art Fair 1991
- Exposition itinérante Mouvements - Mécénat CARI - 2010
- 7e Biennale d'art animalier[18] (Châlons en Champagne) 2012